# Muł (geologia)

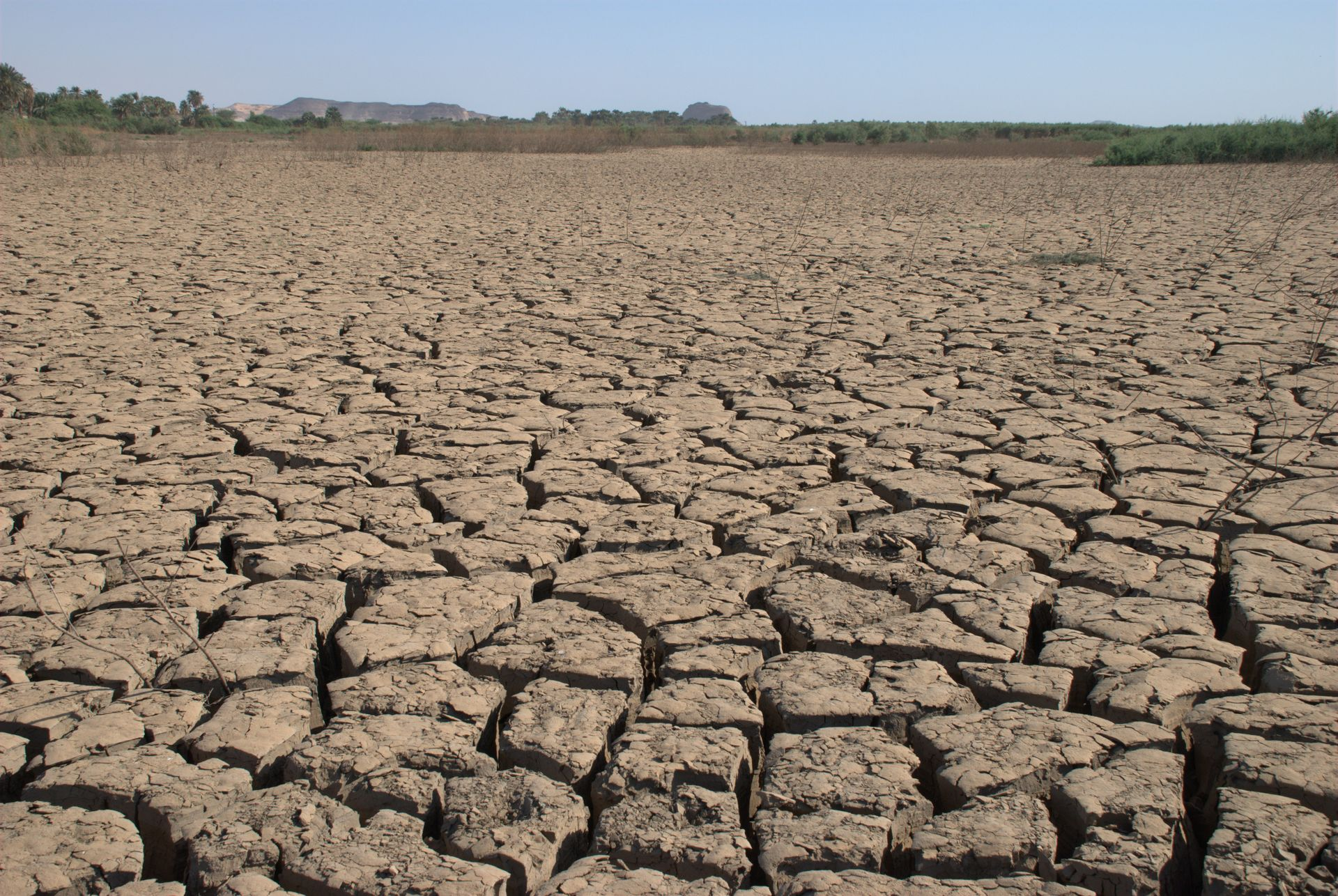
Muł na Nilu, Karima, Sudan

Muł – niezlityfikowana skała klastyczna, tworząca się w naturalnych (lub ewentualnie sztucznych) zbiornikach wodnych (osad aluwialny, limniczny lub inny), zbudowana z mieszaniny pyłu i iłu o różnym składzie mineralnym (ziarna o średnicy od 0,01 do 0,1 milimetra) z dodatkiem substancji organicznych. Muł zlityfikowany nosi nazwę mułowca, gdy zaś diageneza doprowadzi do powstania oddzielności łupkowej, mówi się o łupku mułowcowym.
Wyróżnia się kilka odmian mułu: muł czarny, muł czerwony, muł globigerynowy, muł kokolitowy, muł niebieski, muł okrzemkowy, muł pteropodowy, muł radiolariowy, muł zielony.